# Konklawe 2013
Konklawe 12–13 marca 2013 – zgromadzenie kardynałów zwołane w związku z rezygnacją papieża Benedykta XVI.
Konklawe zakończyło się wyborem pierwszego papieża z Ameryki Południowej, prymasa Argentyny Jorge Mario Bergoglio, który przyjął imię Franciszek.

## Przygotowania do konklawe
11 lutego 2013 Benedykt XVI zapowiedział, że 28 lutego 2013 o godzinie 20:00 złoży rezygnację ze sprawowania urzędu papieża. Po tej dacie nastąpił okres sede vacante. Dnia 8 marca 2013 roku na popołudniowej kongregacji kardynałowie ustalili datę konklawe na 12 marca 2013 roku. 13 marca 2013 r. konklawe zakończyło się krótko przed 19:00 czasu rzymskiego.
25 lutego 2013, jeszcze przed ustąpieniem, Benedykt XVI ogłosił podpisane 22 lutego motu proprio Normas nonnullas, modyfikujące niektóre postanowienia konstytucji Jana Pawła II Universi Dominici gregis z 1996 roku o wyborze papieża. Zgodnie z konstytucją, po nastaniu sede vacante, kardynałowie zobowiązani byli czekać co najmniej 15 dni na przybycie wszystkich uprawnionych do głosowania. Benedykt XVI zarządził, że Kolegium Kardynalskie może zadecydować o rozpoczęciu obrad konklawe wcześniej, jeśli wszyscy kardynałowie elektorzy przybędą do Rzymu.
4 marca rozpoczęły się obrady Kolegium Kardynalskiego w ramach tzw. kongregacji generalnych. W pierwszym zebraniu uczestniczyło 142 kardynałów, w tym 103 elektorów. Wylosowano też wtedy pierwszy skład kongregacji partykularnej (oprócz kamerlinga Tarcisia Bertone w jej skład weszli: Giovanni Battista Re, Crescenzio Sepe i Franc Rodé). Pozostałych 12 elektorów dotarło do 7 marca (dwóch innych już wcześniej zapowiedziało swoją absencję). 5 marca Kolegium Kardynalskie wysłało telegram z podziękowaniami do emerytowanego papieża Benedykta XVI. 7 marca na piątej kongregacji generalnej zostali wylosowani kolejni trzej asystenci kamerlinga, którzy zmienili poprzednich asystentów w kongregacji partykularnej: Béchara Boutros Raï, Laurent Monsengwo Pasinya i Velasio De Paolis. 8 marca kardynałowie zadecydowali, że konklawe rozpocznie się dnia 12 marca. Tego samego dnia uznali także za usprawiedliwioną nieobecność indonezyjskiego kardynała Juliusa Darmaatmadja z przyczyn zdrowotnych oraz szkockiego kardynała Keitha O’Briena, jak to określono, „z przyczyn osobistych”. 11 marca nastąpiła ostatnia wymiana składu kongregacji partykularnej. Asystentami kamerlinga zostali wylosowani: Antoni Naguib, Marc Ouellet i Francesco Monterisi.
Według doniesień włoskiej prasy, podczas obrad zarysował się podział między kardynałami kurialnymi a kardynałami będącymi ordynariuszami diecezji, wśród których wyróżniała się grupa kardynałów ze Stanów Zjednoczonych. Ci pierwsi mieli dążyć do szybkiego rozpoczęcia konklawe, podczas gdy ci drudzy uważali, że potrzebują więcej informacji na temat stanu Kościoła. Szczególne emocje budził raport trójki kardynałów, sporządzony pod koniec 2012 roku na polecenie Benedykta XVI w związku z tzw. aferą Vatileaks. Ustępujący papież zabronił ujawniania jego treści przed lub w trakcie konklawe, zezwolił jednak autorom na omawianie podniesionych w nim kwestii. Według włoskiej prasy, wśród kurialistów występował podział na stronników ówczesnego sekretarza stanu Tarcisio Bertone i jego poprzednika, nienależącego już do grona elektorów Angelo Sodano, jednak obie te grupy miały dojść do porozumienia na czas sediswakancji.

## Papabili
Kardynałowie, zgodnie z obyczajem, nie wypowiadali się publicznie na temat konkretnych kandydatur. Nieliczni spośród nich w rozmowach z dziennikarzami wskazywali jedynie ogólnikowo, że nowy papież powinien być w wieku ok. 60–70 lat, pełen energii, zdolny do zreformowania Kurii oraz podjęcia wyzwań współczesnego świata.
Więcej szczegółów na temat kandydatów podawała włoska prasa. Początkowo sugerowano, że popularność zyskuje idea papieża spoza Europy, a za tą opcją mieli się opowiadać w szczególności kardynałowie ze Stanów Zjednoczonych. Jednakże już po rozpoczęciu sediswakancji i kilku dniach obrad kardynałów na kongregacjach prasa włoska informowała, że przynajmniej pierwsze głosowania zapowiadają się na starcie kandydatur arcybiskupa Mediolanu Angelo Scoli (ur. 1941) i arcybiskupa São Paulo Odilo Scherera (ur. 1949). Grupa zwolenników Scoli miała liczyć około 40 kardynałów, głównie biskupów diecezjalnych z Europy i Ameryki oraz reprezentantów katolickich kościołów wschodnich. Z kolei Scherer miał zostać kandydatem „frakcji kurialnej”, gdyż był w przeszłości bliskim współpracownikiem kardynała Giovanni Battisty Re, emerytowanego prefekta Kongregacji ds. Biskupów. Jako kandydatów mogących liczyć na realne poparcie wśród elektorów wskazano także m.in. włoskich kurialistów Mauro Piacenzę i Gianfranco Ravasiego (współpracowników kardynała Bertone), kanadyjskiego kurialistę Marca Ouelleta, prymasa Węgier Petera Erdő, kurialistę z Ghany Petera Turksona, a także Amerykanów Dolana z Nowego Jorku i O’Malleya z Bostonu, Argentyńczyka Jorge Bergoglio z Buenos Aires, czy kardynała Ranijtha, arcybiskupa Colombo na Sri Lance. Szczególnie mocną pozycję, oprócz Scoli i Scherera, mieli uzyskać Dolan, Ouellet i Ravasi, podczas gdy kandydatury prymasa Węgier i arcybiskupa Bostonu postrzegano raczej jako rezerwowe.
W przededniu konklawe pojawiły się informacje, że Scola może liczyć na ok. 35-40 głosów, Scherer na ok. 25 głosów, a Ouellet na ok. 12 głosów.

## Konklawe
12 marca 2013 o godzinie 10:00 czasu miejscowego w bazylice watykańskiej odprawiona została msza Pro eligendo Romano Pontifice. Mszy przewodniczył 85-letni dziekan Kolegium Kardynalskiego Angelo Sodano, który także wygłosił homilię. O godzinie 16:30 wszyscy kardynałowie zgromadzili się w Cappella Paolina, skąd przeszli procesją do kaplicy Sykstyńskiej pod przewodnictwem kard. Giovanniego Battisty Re, pierwszego rangą wśród kardynałów elektorów. Tam o godzinie 16:50, po odprawieniu wstępnych obrzędów, kardynałowie zaczęli składać przysięgę, kładąc prawą rękę na ewangeliarzu i wypowiadając na głos do mikrofonu łacińską formułę. O 17:32 Guido Marini wygłosił formułę extra omnes, po czym osoby niebiorące udziału w konklawe opuściły kaplicę. Poza kardynałami elektorami w środku pozostał jedynie ks. Marini oraz kardynał Prosper Grech, który wygłosił medytację dla kardynałów. Po wyjściu Mariniego i Grecha rozpoczęło się pierwsze głosowanie.
| głosowanie                               | wynik                            |               |
| 12 marca                                 | 12 marca                         | 12 marca      |
| ---------------------------------------- | -------------------------------- | ------------- |
| I głosowanie                             | nie wybrano papieża – czarny dym | [ 24 ] [ 25 ] |
| 13 marca                                 |                                  |               |
| II i III głosowanie (poranne)            | nie wybrano papieża – czarny dym | [ 26 ] [ 27 ] |
| IV głosowanie (popołudniowe)             | nie wybrano papieża              |               |
| V głosowanie (popołudniowe)              | wybrano papieża – biały dym      | [ 28 ] [ 29 ] |
| papieżem został kardynał Jorge Bergoglio |                                  |               |

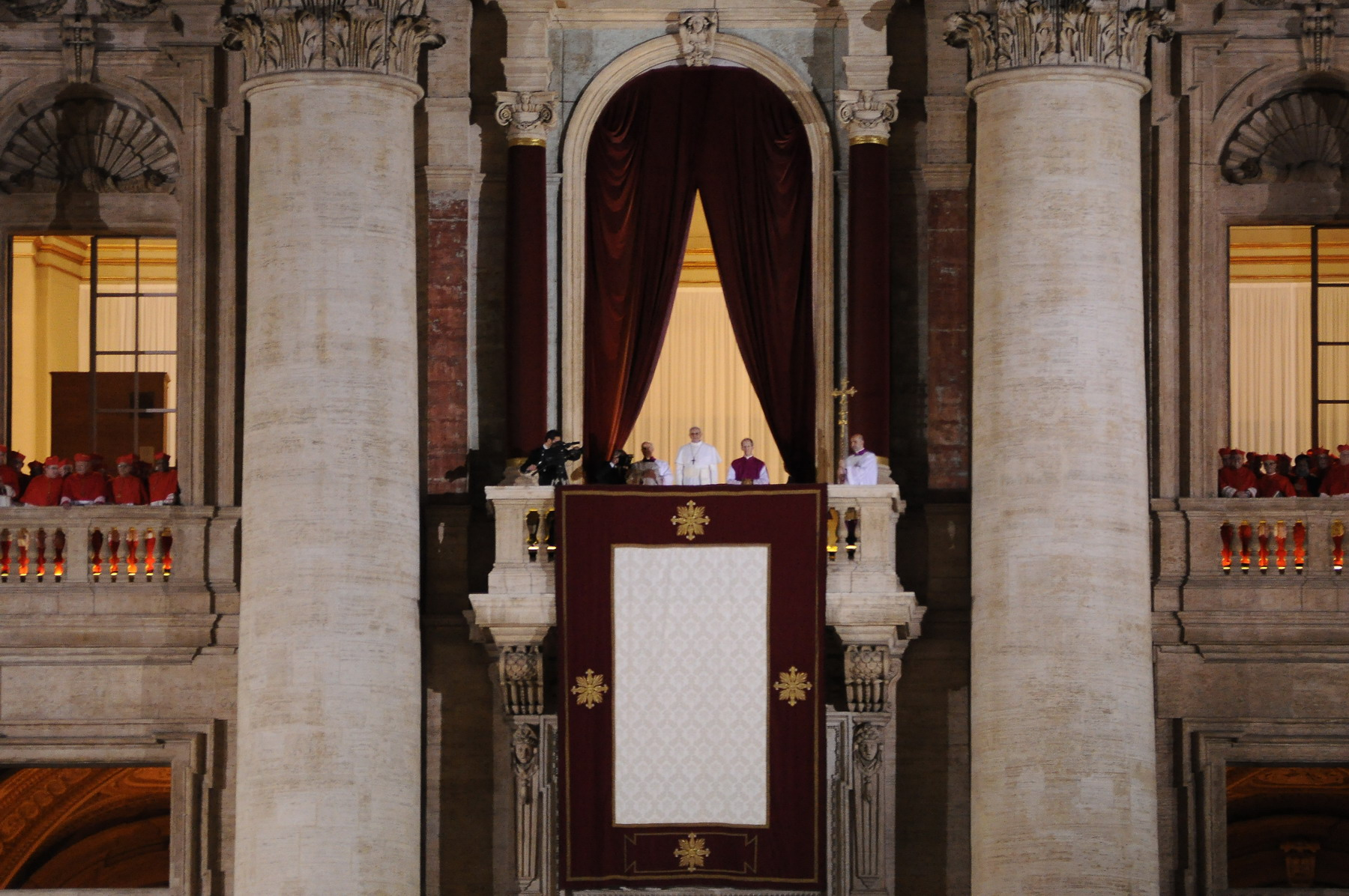
Pierwsze spotkanie papieża z wiernymi

Biały dym pojawił się o godz. 19:06 czasu rzymskiego, niedługo potem zaczęły bić dzwony. Nowym papieżem w piątym głosowaniu został wybrany 76-letni argentyński kardynał Jorge Mario Bergoglio, który przyjął imię Franciszek. Był on pierwszym papieżem z Argentyny i którejkolwiek z Ameryk. Był także pierwszym jezuitą wybranym na ten urząd. Kardynał protodiakon Jean-Louis Tauran wygłosił formułę Habemus papam o godz. 20:12, a dziesięć minut później nowy papież wygłosił pierwsze przemówienie i udzielił błogosławieństwa Urbi et Orbi.
Według niepotwierdzonych informacji podawanych przez włoską prasę już po konklawe, kardynał Bergoglio od samego początku uzyskał znaczną liczbę głosów i w każdym kolejnym głosowaniu odnotowywał wzrost poparcia. Natomiast faworyzowany w ostatnich dniach przed konklawe kardynał Scola już w pierwszym głosowaniu miał otrzymać znacznie mniej głosów niż oczekiwano. Również kandydatury Scherera i Ouelleta miały się okazać nieco przeszacowane, a ich zwolennicy, podobnie jak głosujący na mniej liczących się kandydatów, stopniowo przerzucali swe głosy na arcybiskupa Buenos Aires. Mimo to, w pierwszych trzech turach głosy elektorów były mocno rozproszone i nie dawały Argentyńczykowi wyraźnej przewagi. Decydujące miało się okazać opowiedzenie się po stronie Bergoglia wpływowych elektorów z Kurii Rzymskiej, mianowicie kardynała Bertone i kardynała Re, w przerwie pomiędzy trzecim a czwartym głosowaniem. Z rekonstrukcji tej wynika, że o zwycięstwie Bergoglia zadecydował sojusz „frakcji kurialnej” z kardynałami diecezjalnymi z krajów Trzeciego Świata. Według prasowych doniesień w ostatnim głosowaniu Bergoglio miał dostać co najmniej 90 głosów przy 77 wymaganych.
Powyższe informacje częściowo potwierdzają wypowiedzi brazylijskich kardynałów Raymunda Damasceno Assisa oraz Geralda Majella Agnelo. Ten pierwszy w rozmowie z dziennikarzami dał do zrozumienia, że Angelo Scola uzyskał mniej głosów niż prognozowano przed konklawe oraz że Bergoglio otrzymał silne wsparcie ze strony latynoamerykańskich elektorów. Z kolei Geraldo Majella Agnelo potwierdził, że Bergoglio otrzymał więcej niż wymagane minimum.
W biografii o nowym papieżu pt. „Franciszek, życie i rewolucja” argentyńska dziennikarka Elisabetta Pique pisze o kilku szczegółach konklawe powołując się na samego papieża Bergoglio. Autorka twierdzi, że w pierwszej turze głosowania kard. Scola otrzymał ok. 30 głosów, a kard. Bergoglio 25 ze 115 uprawnionych do głosowania purpuratów. W czasie głosowania drugiego dnia liczba głosów na arcybiskupa Buenos Aires zrównała się z liczbą głosów oddaną na włoskiego purpurata. W czwartym głosowaniu kard. Bergoglio nie otrzymał wymaganej większości 77 głosów. „Piąta runda została unieważniona. W urnie znalazło się zbyt wiele kart do głosowania, gdyż dwie z nich skleiły się. Nie były nawet liczone i od razu je spalono” - pisze Pique. Natomiast w szóstym i zarazem ostatnim głosowaniu kard. Bergoglio otrzymał ok. 90 głosów.

## Kardynałowie według porządku stopni i starszeństwa
Do Kolegium Kardynalskiego należało 207 kardynałów, z czego 117 miało uprawnienia elektorskie. Nominatów Benedykta XVI było 83, nominatów Jana Pawła II było 122, a dwóch kardynałów zostało mianowanych jeszcze przez Pawła VI.

### Kardynałowie elektorzy biorący udział w konklawe

Podział kardynałów według kontynentów z wyszczególnieniem Włoch

Spośród 117 elektorów 67 zostało mianowanych przez Benedykta XVI, a 50 przez Jana Pawła II. Na konklawe przybyło jednak 115, w tym 67 z nominacji Benedykta XVI i 48 z nominacji Jana Pawła II.

#### Kardynałowie biskupi (4)
- Giovanni Battista Re (Włochy; nominacja kardynalska 21 lutego 2001) – kardynał biskup Sabina-Poggio Mirteto; emerytowany prefekt Kongregacji ds. Biskupów; emerytowany przewodniczący Papieskiej Komisji ds. Ameryki Łacińskiej
- Tarcisio Bertone SDB (Włochy; 21 października 2003) – kardynał biskup Frascati; kamerling Świętego Kościoła Rzymskiego; sekretarz stanu Stolicy Apostolskiej[36]; przewodniczący Międzydykasterialnej Komisji ds. Kościołów Partykularnych[36]; przewodniczący Międzydykasterialnej Komisji ds. Kościoła w Europie Wschodniej[36]; przewodniczący Komisji Kardynalskiej ds. Nadzoru nad Instytutem Dzieł Religijnych
- Antoni Naguib (Egipt; 20 listopada 2010) – kardynał patriarcha; emerytowany patriarcha Aleksandrii obrządku koptyjskiego; emerytowany przewodniczący Synodu Katolickiego Kościoła Koptyjskiego
- Béchara Boutros Raï OMM (Liban; 24 listopada 2012) – kardynał patriarcha; maronicki patriarcha Antiochii; przewodniczący Synodu Kościoła Maronickiego; przewodniczący Zgromadzenia Katolickich Patriarchów i Biskupów Libanu; przewodniczący Rady Katolickich Patriarchów Wschodu

#### Kardynałowie prezbiterzy (81)
- Godfried Danneels (Belgia; 2 lutego 1983) – kardynał prezbiter S. Anastasia; emerytowany arcybiskup Mechelen-Brukseli i prymas Belgii; emerytowany ordynariusz Belgijskich Sił Zbrojnych
- Joachim Meisner (Niemcy; 2 lutego 1983) – kardynał prezbiter S. Pudenziana; arcybiskup Kolonii
- Nicolás de Jesús López Rodriguez (Dominikana; 28 czerwca 1991) – kardynał prezbiter S. Pio X alla Balduina; arcybiskup Santo Domingo i prymas Dominikany; ordynariusz Sił Zbrojnych Dominikany; przewodniczący Konferencji Episkopatu Dominikany
- Roger Mahony (Stany Zjednoczone; 28 czerwca 1991) – kardynał prezbiter Ss. Quattro Coronati; emerytowany arcybiskup Los Angeles
- Jaime Ortega (Kuba; 26 listopada 1994) – kardynał prezbiter Ss. Aquila e Priscilla; arcybiskup Hawany
- Jean-Claude Turcotte (Kanada; 26 listopada 1994) – kardynał prezbiter Nostra Signora del SS. Sacramento e Santi Martiri Canadesi; emerytowany arcybiskup Montrealu
- Vinko Puljić (Bośnia i Hercegowina; 26 listopada 1994) – kardynał prezbiter S. Chiara a Vigna Clara; arcybiskup Sarajewa
- Juan Sandoval Íñiguez (Meksyk; 26 listopada 1994) – kardynał prezbiter Nostra Signora di Guadalupe e S. Filippo Martire in Via Aurelia; emerytowany arcybiskup Guadalajary
- Antonio María Rouco Varela (Hiszpania; 21 lutego 1998) – kardynał prezbiter S. Lorenzo in Damaso; arcybiskup Madrytu; przewodniczący Konferencji Episkopatu Hiszpanii
- Dionigi Tettamanzi (Włochy; 21 lutego 1998) – kardynał prezbiter Ss. Ambrogio e Carlo; emerytowany arcybiskup Mediolanu; administrator apostolski diecezji Vigevano
- Polycarp Pengo (Tanzania; 21 lutego 1998) – kardynał prezbiter Nostra Signora de La Salette; arcybiskup Dar-es-Salaam; przewodniczący Sympozjum Konferencji Biskupów Afryki i Madagaskaru
- Christoph Schönborn OP (Austria; 21 lutego 1998) – kardynał prezbiter Gesù Divin Lavoratore; arcybiskup Wiednia; przewodniczący Konferencji Episkopatu Austrii; ordynariusz katolików obrządków wschodnich w Austrii
- Norberto Rivera Carrera (Meksyk; 21 lutego 1998) – kardynał prezbiter S. Francesco d’Assisi a Ripa Grande; arcybiskup Meksyku
- Francis George OMI (Stany Zjednoczone; 21 lutego 1998) – kardynał prezbiter S. Bartolomeo all’Isola; arcybiskup Chicago
- Zenon Grocholewski (Polska; 21 lutego 2001) – kardynał prezbiter S. Nicola in Carcere; prefekt Kongregacji ds. Edukacji Katolickiej[36]; wielki kanclerz Papieskiego Uniwersytetu Gregoriańskiego[36]
- Crescenzio Sepe (Włochy; 21 lutego 2001) – kardynał prezbiter Dio Padre misericordioso; arcybiskup Neapolu
- Walter Kasper (Niemcy; 21 lutego 2001) – kardynał prezbiter Ognissanti in Via Appia Nuova; emerytowany przewodniczący Papieskiej Rady ds. Popierania Jedności Chrześcijan; emerytowany przewodniczący Komisji ds. Kontaktów Religijnych z Żydami
- Ivan Dias (Indie; 21 lutego 2001) – kardynał prezbiter Spirito Santo alla Ferratella; emerytowany prefekt Kongregacji Ewangelizacji Narodów; emerytowany przewodniczący Stałej Komisji Międzydykasterialnej ds. Zakonów Pracujących na Misjach
- Geraldo Majella Agnelo (Brazylia; 21 lutego 2001) – kardynał prezbiter S. Gregorio Magno alla Magliana Nuova; emerytowany arcybiskup São Salvador da Bahia
- Audrys Bačkis (Litwa; 21 lutego 2001) – kardynał prezbiter Natività di N.S.G.C. a Via Gallia; arcybiskup Wilna; wiceprzewodniczący Konferencji Episkopatu Litwy
- Francisco Javier Errázuriz Ossa PSchönstatt (Chile; 21 lutego 2001) – kardynał prezbiter S. Maria della Pace; emerytowany arcybiskup Santiago de Chile
- Julio Terrazas Sandoval CSsR (Boliwia; 21 lutego 2001) – kardynał prezbiter S. Giovanni Battista de’ Rossi; arcybiskup Santa Cruz de la Sierra
- Wilfrid Fox Napier OFM (RPA; 21 lutego 2001) – kardynał prezbiter S. Francesco d’Assisi ad Acilia; arcybiskup Durban
- Óscar Andrés Rodríguez Maradiaga SDB (Honduras; 21 lutego 2001) – kardynał prezbiter S. Giovanni Evangelista a Spinaceto; arcybiskup Tegucigalpy; przewodniczący Konferencji Episkopatu Hondurasu; przewodniczący Caritas Internationalis
- Juan Luis Cipriani Thorne (Peru; 21 lutego 2001) – kardynał prezbiter S. Camillo de Lellis; arcybiskup Limy
- Cláudio Hummes OFM (Brazylia; 21 lutego 2001) – kardynał prezbiter S. Antonio da Padova in Via Merulana; emerytowany prefekt Kongregacji ds. Duchowieństwa; emerytowany przewodniczący Międzynarodowej Rady ds. Katechezy
- Jorge Mario Bergoglio SJ (Argentyna; 21 lutego 2001) – kardynał prezbiter S. Roberto Bellarmino; arcybiskup Buenos Aires i prymas Argentyny; ordynariusz katolików obrządków wschodnich w Argentynie
- José da Cruz Policarpo (Portugalia; 21 lutego 2001) – kardynał prezbiter S. Antonio in Campo Marzio; patriarcha Lizbony; przewodniczący Konferencji Episkopatu Portugalii
- Severino Poletto (Włochy; 21 lutego 2001) – kardynał prezbiter S. Giuseppe in Via Trionfale; emerytowany arcybiskup Turynu
- Karl Lehmann (Niemcy; 21 lutego 2001) – kardynał prezbiter S. Leone I; biskup Moguncji
- Angelo Scola (Włochy; 21 października 2003) – kardynał prezbiter Ss. XII Apostoli; arcybiskup Mediolanu
- Anthony Olubunmi Okogie (Nigeria; 21 października 2003) – kardynał prezbiter Beata Vergine Maria del Monte Carmelo a Mostacciano; emerytowany arcybiskup Lagos
- Gabriel Zubeir Wako (Sudan; 21 października 2003) – kardynał prezbiter S. Atanasio a Via Tiburtina; arcybiskup Chartumu; przewodniczący Konferencji Biskupów Sudanu
- Carlos Amigo Vallejo OFM (Hiszpania; 21 października 2003) – kardynał prezbiter S Maria in Montserrato degli Spagnoli; emerytowany arcybiskup Sewilli
- Justin Francis Rigali (Stany Zjednoczone; 21 października 2003) – kardynał prezbiter S. Prisca; emerytowany arcybiskup Filadelfii
- Ennio Antonelli (Włochy; 21 października 2003) – kardynał prezbiter S. Andrea delle Fratte; emerytowany przewodniczący Papieskiej Rady ds. Rodziny
- Peter Turkson (Ghana; 21 października 2003) – kardynał prezbiter S. Liborio; przewodniczący Papieskiej Rady ds. Sprawiedliwości i Pokoju
- Telesphore Toppo (Indie; 21 października 2003) – kardynał prezbiter Sacro Cuore di Gesù agonizzante a Vitinia; arcybiskup Ranchi; przewodniczący Konferencji Katolickich Biskupów Indii
- George Pell (Australia; 21 października 2003) – kardynał prezbiter S. Maria Domenica Mazzarello; arcybiskup Sydney; przewodniczący Komitetu „Vox Clara”
- Josip Bozanić (Chorwacja; 21 października 2003) – kardynał prezbiter S. Girolamo dei Croati; arcybiskup Zagrzebia; przewodniczący Konferencji Biskupów Chorwacji
- Jean-Baptiste Phạm Minh Mẫn (Wietnam; 21 października 2003) – kardynał prezbiter S. Giustino; arcybiskup Ho Chi Minh
- Philippe Barbarin (Francja; 21 października 2003) – kardynał prezbiter SS. Trinità al Monte Pincio; arcybiskup Lyonu
- Péter Erdő (Węgry; 21 października 2003) – kardynał prezbiter S. Balbina; arcybiskup Esztergom-Budapesztu i prymas Węgier; przewodniczący Konferencji Episkopatu Węgier; przewodniczący Rady Konferencji Biskupów Europejskich
- Marc Ouellet PSS (Kanada; 21 października 2003) – kardynał prezbiter S. Maria in Traspontina; prefekt Kongregacji ds. Biskupów[36]; przewodniczący Papieskiej Rady ds. Ameryki Łacińskiej[36]
- Agostino Vallini (Włochy; 24 marca 2006) – kardynał prezbiter S. Pier Damiani ai Monti di San Paolo; wikariusz generalny diecezji rzymskiej; archiprezbiter bazyliki laterańskiej; wielki kanclerz Papieskiego Uniwersytetu Laterańskiego
- Jorge Liberato Urosa Savino (Wenezuela; 24 marca 2006) – kardynał prezbiter S. Maria ai Monti; arcybiskup Caracas
- Jean-Pierre Ricard (Francja; 24 marca 2006) – kardynał prezbiter S. Agostino; arcybiskup Bordeaux
- Antonio Cañizares Llovera (Hiszpania; 24 marca 2006) – kardynał prezbiter S. Pancrazio; prefekt Kongregacji ds. Kultu Bożego i Dyscypliny Sakramentów[36]
- Seán O’Malley OFMCap (Stany Zjednoczone; 24 marca 2006) – kardynał prezbiter S. Maria della Vittoria; arcybiskup Bostonu
- Stanisław Dziwisz (Polska; 24 marca 2006) – kardynał prezbiter S. Maria del Popolo; arcybiskup Krakowa
- Carlo Caffarra (Włochy; 24 marca 2006) – kardynał prezbiter S. Giovanni Battista dei Fiorentini; arcybiskup Bolonii
- Seán Brady (Irlandia; 24 listopada 2007) – kardynał prezbiter Ss. Quirico e Giulitta; arcybiskup Armagh i prymas Irlandii; przewodniczący Konferencji Episkopatu Irlandii
- Lluís Martínez Sistach (Hiszpania; 24 listopada 2007) – kardynał prezbiter S. Sebastiano alle Catacombe; arcybiskup Barcelony
- André Vingt-Trois (Francja; 24 listopada 2007) – kardynał prezbiter S. Luigi dei Francesi; arcybiskup Paryża; ordynariusz katolików obrządków wschodnich we Francji; przewodniczący Konferencji Episkopatu Francji
- Angelo Bagnasco (Włochy; 24 listopada 2007) – kardynał prezbiter Gran Madre di Dio; arcybiskup Genui; przewodniczący Konferencji Episkopatu Włoch; wiceprzewodniczący Rady Konferencji Biskupów Europejskich
- Théodore-Adrien Sarr (Senegal; 24 listopada 2007) – kardynał prezbiter S. Lucia a Piazza d’Armi; arcybiskup Dakaru; przewodniczący Regionalnej Konferencji Episkopatów Zachodniej Afryki
- Oswald Gracias (Indie; 24 listopada 2007) – kardynał prezbiter S. Paolo della Croce a „Corviale”; arcybiskup Bombaju; przewodniczący Konferencji Katolickich Biskupów Indii
- Francisco Robles Ortega (Meksyk; 24 listopada 2007) – kardynał prezbiter S. Maria della Presentazione; arcybiskup Guadalajary; przewodniczący Konferencji Episkopatu Meksyku
- Daniel Nicholas DiNardo (Stany Zjednoczone; 24 listopada 2007) – kardynał prezbiter S. Eusebio; arcybiskup Galveston-Houston
- Odilo Scherer (Brazylia; 24 listopada 2007) – kardynał prezbiter S. Andrea al Quirinale; arcybiskup São Paulo
- John Njue (Kenia; 24 listopada 2007) – kardynał prezbiter Preziossisimo Sangue di Nostro Signore Gesù Cristo; arcybiskup Nairobi; przewodniczący Konferencji Episkopatu Kenii
- Raúl Eduardo Vela Chiriboga (Ekwador; 20 listopada 2010) – kardynał prezbiter S. Maria in Via; emerytowany arcybiskup Quito
- Laurent Monsengwo Pasinya (Demokratyczna Republika Kongo; 20 listopada 2010) – kardynał prezbiter S. Maria „Regina Pacis” in Ostra Mare; arcybiskup Kinszasy
- Paolo Romeo (Włochy; 20 listopada 2010) – kardynał prezbiter S. Maria Odigitria dei Siciliani; arcybiskup Palermo
- Donald Wuerl (Stany Zjednoczone; 20 listopada 2010) – kardynał prezbiter S. Pietro in Vincoli; arcybiskup Waszyngtonu
- Raymundo Damasceno Assis (Brazylia; 20 listopada 2010) – kardynał prezbiter Immacolata al Tiburtino; arcybiskup Aparecida; przewodniczący Narodowej Konferencji Biskupów Brazylii
- Kazimierz Nycz (Polska; 20 listopada 2010) – kardynał prezbiter Ss. Silvestro e Martino ai Monti; arcybiskup Warszawy; ordynariusz katolików obrządków wschodnich w Polsce
- Albert Malcolm Ranjith Patabendige Don (Sri Lanka; 20 listopada 2010) – kardynał prezbiter S. Lorenzo in Lucina; arcybiskup Colombo; przewodniczący Konferencji Biskupów Sri Lanki
- Reinhard Marx (Niemcy; 20 listopada 2010) – kardynał prezbiter S. Corbiniano; arcybiskup Monachium-Fryzyngi; przewodniczący Komisji Konferencji Episkopatów Europy
- George Alencherry (Indie; 18 lutego 2012) – kardynał prezbiter S. Bernardo alle Terme Diocleziane; syromalabarski arcybiskup większy Ernakulam-Angamaly; przewodniczący Synodu Kościoła Syromalabarskiego
- Thomas Collins (Kanada; 18 lutego 2012) – kardynał prezbiter S. Patrizio; arcybiskup Toronto
- Dominik Duka OP (Czechy; 18 lutego 2012) – kardynał prezbiter Ss. Marcellino e Pietro; arcybiskup Pragi; przewodniczący Konferencji Episkopatu Czech
- Willem Jacobus Eijk (Holandia; 18 lutego 2012) – kardynał prezbiter S. Callisto; arcybiskup Utrechtu; przewodniczący Konferencji Episkopatu Holandii
- Giuseppe Betori (Włochy; 18 lutego 2012) – kardynał prezbiter S. Marcello; arcybiskup Florencji
- Timothy Dolan (Stany Zjednoczone; 18 lutego 2012) – kardynał prezbiter Nostra Signora di Guadalupe a Monte Mario; arcybiskup Nowego Jorku; przewodniczący Konferencji Episkopatu Stanów Zjednoczonych
- Rainer Maria Woelki (Niemcy; 18 lutego 2012) – kardynał prezbiter S. Giovanni Maria Vianney; arcybiskup Berlina
- John Tong Hon (Chiny; 18 lutego 2012) – kardynał prezbiter Regina Apostolorum; biskup Hongkongu
- Baselios Cleemis Thottunkal (Indie; 24 listopada 2012) – kardynał prezbiter S. Gregorio VII; arcybiskup większy Trivandrum obrządku syromalankarskiego; przewodniczący Synodu Kościoła Syromalankarskiego
- John Olorunfemi Onaiyekan (Nigeria; 24 listopada 2012) – kardynał prezbiter S. Saturnino; arcybiskup Abudży
- Rubén Salazar Gómez (Kolumbia; 24 listopada 2012) – kardynał prezbiter S. Gerardo Maiella; arcybiskup Bogoty; przewodniczący Konferencji Episkopatu Kolumbii
- Luis Antonio Gokim Tagle (Filipiny; 24 listopada 2012) – kardynał prezbiter S. Felice da Cantalice a Centocelle; arcybiskup Manili

#### Kardynałowie diakoni (30)
- Jean-Louis Tauran (Francja; 21 października 2003) – kardynał diakon S. Apollinare alle Terme Neroniane-Alessandrine; protodiakon Kolegium Kardynalskiego; prefekt Komisji ds. Stosunków Religijnych z Muzułmanami[36]; przewodniczący Papieskiej Rady ds. Dialogu Międzyreligijnego[36]
- Attilio Nicora (Włochy; 21 października 2003) – kardynał diakon S. Filippo Neri in Eurosia; przewodniczący Urzędu Informacji Finansowej[36]
- William Joseph Levada (Stany Zjednoczone; 24 marca 2006) – kardynał diakon S. Maria in Domnica; emerytowany prefekt Kongregacji Nauki Wiary; emerytowany przewodniczący Papieskiej Komisji Biblijnej; emerytowany przewodniczący Międzynarodowej Komisji Teologicznej; emerytowany przewodniczący Papieskiej Komisji Ecclesia Dei
- Franc Rodé (Słowenia; 24 marca 2006) – kardynał diakon S. Francesco Saverio alla Garbatella; emerytowany prefekt Kongregacji Instytutów Życia Konsekrowanego i Stowarzyszeń Życia Apostolskiego
- Leonardo Sandri (Argentyna; 24 listopada 2007) – kardynał diakon Ss. Biagio e Carlo ai Catinari; prefekt Kongregacji Kościołów Wschodnich[36]
- Giovanni Lajolo (Włochy; 24 listopada 2007) – kardynał diakon S. Maria Liberatrice a Monte Testaccio; emerytowany przewodniczący Papieskiej Rady dla Miasta-Państwa Watykan; emerytowany Gubernator Miasta-Państwa Watykan
- Paul Josef Cordes (Niemcy; 24 listopada 2007) – kardynał diakon S. Lorenzo in Piscibus; emerytowany przewodniczący Papieskiej Rady Cor Unum
- Angelo Comastri (Włochy; 24 listopada 2007) – kardynał diakon S. Salvatore in Lauro; archiprezbiter bazyliki watykańskiej; prefekt Fabryki Świętego Piotra; wikariusz generalny Miasta-Państwa Watykan
- Stanisław Ryłko (Polska; 24 listopada 2007) – kardynał diakon S. Cuore di Cristo Re; przewodniczący Papieskiej Rady ds. Świeckich
- Raffaele Farina SDB (Włochy; 24 listopada 2007) – kardynał diakon S. Giovanni della Pigna; emerytowany bibliotekarz i archiwista Świętego Kościoła Rzymskiego
- Angelo Amato SDB (Włochy; 20 listopada 2010) – kardynał diakon S. Maria in Aquiro; prefekt Kongregacji Spraw Kanonizacyjnych[36]
- Robert Sarah (Gwinea; 20 listopada 2010) – kardynał diakon S. Giovanni Bosco in via Tuscolana; przewodniczący Papieskiej Rady Cor Unum[36]
- Francesco Monterisi (Włochy; 20 listopada 2010) – kardynał diakon S. Paolo alla Regola; emerytowany archiprezbiter bazyliki św. Pawła Za Murami
- Raymond Leo Burke (Stany Zjednoczone; 20 listopada 2010) – kardynał diakon S. Agata de’ Goti; prefekt Najwyższego Trybunału Sygnatury Apostolskiej[36]; przewodniczący Sądu Najwyższego Miasta-Państwa Watykan[36]; przewodniczący Komisji ds. Adwokatów[36]
- Kurt Koch (Szwajcaria; 20 listopada 2010) – kardynał diakon Nostra Signora del Sacro Cuore in Circo Agonale; przewodniczący Papieskiej Rady ds. Popierania Jedności Chrześcijan[36]; przewodniczący Komisji ds. Kontaktów Religijnych z Żydami[36]
- Paolo Sardi (Włochy; 20 listopada 2010) – kardynał diakon S. Maria Ausiliatrice in via Tuscolana; patron zakonu joannitów
- Mauro Piacenza (Włochy; 20 listopada 2010) – kardynał diakon S. Paolo alle Tre Fontane; prefekt Kongregacji ds. Duchowieństwa[36]; przewodniczący Międzynarodowej Rady ds. Katechezy[36]; przewodniczący Papieskiego Dzieła Powołań Kapłańskich[36]; przewodniczący Stałej Komisji Międzydykasterialnej ds. Formacji Kandydatów do Kapłaństwa[36]
- Velasio De Paolis CS (Włochy; 20 listopada 2010) – kardynał diakon Gesù Buon Pastore alla Montagnola; papieski delegat ds. Kongregacji Legionu Chrystusa
- Gianfranco Ravasi (Włochy; 20 listopada 2010) – kardynał diakon S. Giorgio in Velabro; przewodniczący Papieskiej Rady ds. Kultury[36]; przewodniczący Papieskiej Komisji ds. Kulturowego Dziedzictwa Kościoła[36]; przewodniczący Papieskiej Komisji Archeologii Sakralnej[36]
- Fernando Filoni (Włochy; 18 lutego 2012) – kardynał diakon Nostra Signora di Coromoto in S. Giovanni di Dio; prefekt Kongregacji Ewangelizacji Narodów[36]; przewodniczący Stałej Komisji Międzydykasterialnej ds. Zakonów Pracujących na Misjach[36]
- Manuel Monteiro de Castro (Portugalia; 18 lutego 2012) – kardynał diakon S. Domenico di Guzman; penitencjariusz większy
- Santos Abril y Castelló (Hiszpania; 18 lutego 2012) – kardynał diakon S. Ponziano; archiprezbiter bazylik liberiańskiej
- Antonio Maria Vegliò (Włochy; 18 lutego 2012) – kardynał diakon S. Cesareo in Palatio; przewodniczący Papieskiej Rady ds. Duszpasterstwa Migrantów i Podróżnych[36]
- Giuseppe Bertello (Włochy; 18 lutego 2012) – kardynał diakon Ss. Vito, Modesto e Crescenzia; przewodniczący Papieskiej Komisji dla Miasta-Państwa Watykan; Gubernator Miasta-Państwa Watykan
- Francesco Coccopalmerio (Włochy; 18 lutego 2012) – kardynał diakon S. Giuseppe dei Falegnami; przewodniczący Papieskiej Rady ds. Tekstów Prawnych[36]
- João Braz de Aviz (Brazylia; 18 lutego 2012) – kardynał diakon S. Elena fuori Porta Prenestina; prefekt Kongregacji ds. Instytutów Życia Konsekrowanego i Stowarzyszeń Życia Apostolskiego[36]
- Edwin O’Brien (Stany Zjednoczone; 18 lutego 2012) – kardynał diakon S. Sebastiano al Palatino; Wielki Mistrz Zakonu Rycerskiego Świętego Grobu w Jerozolimie
- Domenico Calcagno (Włochy; 18 lutego 2012) – kardynał diakon Annunciazione della Beata Vergine Maria a Via Ardeatina; przewodniczący Administracji Patrymonium Stolicy Apostolskiej[36]
- Giuseppe Versaldi (Włochy; 18 lutego 2012) – kardynał diakon Sacro Cuore di Gesù a Castro Pretorio; przewodniczący Prefektury Spraw Ekonomicznych Stolicy Apostolskiej[36]
- James Michael Harvey (Stany Zjednoczone; 24 listopada 2012) – kardynał diakon S. Pio V a Via Carpegna; archiprezbiter bazyliki św. Pawła Za Murami

### Nieobecni elektorzy
Dwóch kardynałów mianowanych przez Jana Pawła II nie przybyło na konklawe:
- Julius Darmaatmadja SJ (Indonezja; 26 listopada 1994) – kardynał prezbiter S. Cuore di Maria; emerytowany arcybiskup Dżakarty
- Keith O’Brien (Wielka Brytania; 21 października 2003) – kardynał prezbiter Ss. Gioacchino e Anna al Tuscolano; emerytowany arcybiskup Saint Andrews and Edinburgh i prymas Szkocji

W przypadku indonezyjskiego kardynała przyczyną absencji był stan jego zdrowia, natomiast były prymas Szkocji zrezygnował z udziału ze względu na wysuwane wobec niego zarzuty natury obyczajowej.

### Kardynałowie wykluczeni z głosowania z racji wieku
90 kardynałów nie miało prawa do udziału w konklawe z powodu ukończenia 80. roku życia. Było wśród nich 16 nominatów Benedykta XVI, 72 nominatów Jana Pawła II i 2 nominatów Pawła VI.

#### Kardynałowie biskupi (6)
- Angelo Sodano (Włochy; 28 czerwca 1991) – kardynał biskup Ostii i Albano; komendatariusz kościoła prezbiterialnego S. Maria Nuova; dziekan Kolegium Kardynalskiego; emerytowany sekretarz stanu Stolicy Apostolskiej; emerytowany przewodniczący Międzydykasterialnej Komisji ds. Kościołów Partykularnych; emerytowany przewodniczący Międzydykasterialnej Komisji ds. Kościoła w Europie Wschodniej
- Roger Etchegaray (Francja; 30 czerwca 1979) – kardynał biskup Porto-Santa Rufina; wicedziekan Kolegium Kardynalskiego; emerytowany przewodniczący Papieskiej Rady Iustitia et Pax; emerytowany przewodniczący Papieskiej Rady Cor Unum
- Francis Arinze (Nigeria; 25 maja 1985) – kardynał biskup Velletri-Segni; emerytowany prefekt Kongregacji Kultu Bożego i Dyscypliny Sakramentów
- José Saraiva Martins CMF (Portugalia; 21 lutego 2001) – kardynał biskup Palestriny; emerytowany prefekt Kongregacji Spraw Kanonizacyjnych
- Nasrallah Pierre Sfeir (Liban; 26 listopada 1994) – kardynał patriarcha; emerytowany maronicki patriarcha Antiochii
- Emanuel Karim III Delly (Irak; 24 listopada 2007) – kardynał patriarcha; emerytowany patriarcha Babilonu obrządku chaldejskiego; emerytowany przewodniczący Synodu Kościoła Chaldejskiego

#### Kardynałowie prezbiterzy (70)
- Paulo Evaristo Arns OFM (Brazylia; 5 marca 1973) – kardynał prezbiter S. Antonio di Padova in Via Tuscolana; protoprezbiter Kolegium Kardynalskiego; emerytowany arcybiskup São Paulo
- William Wakefield Baum (Stany Zjednoczone; 24 maja 1976) – kardynał prezbiter S. Croce in Via Flaminia; emerytowany penitencjariusz większy
- Marco Cé (Włochy; 30 czerwca 1979) – kardynał prezbiter S. Marco; emerytowany patriarcha Wenecji
- Franciszek Macharski (Polska; 30 czerwca 1979) – kardynał prezbiter S. Giovanni a Porta Latina; emerytowany arcybiskup Krakowa
- Michael Michai Kitbunchu (Tajlandia; 2 lutego 1983) – kardynał prezbiter S. Lorenzo in Panisperna; emerytowany arcybiskup Bangkoku
- Alexandre do Nascimento (Angola; 2 lutego 1983) – kardynał prezbiter S. Marco in Agro Laurentino; emerytowany arcybiskup Luandy
- Thomas Stafford Williams (Nowa Zelandia; 2 lutego 1983) – kardynał prezbiter Gesù Divin Maestro alla Pineta Sacchetti; emerytowany arcybiskup Welington; emerytowany ordynariusz katolików obrządków wschodnich w Nowej Zelandii
- Duraisamy Simon Lourdusamy (Indie; 25 maja 1985) – kardynał prezbiter S. Maria delle Grazie alle Fornaci fuori Porta Cavelleggeri; emerytowany arcybiskup Bangalore
- Miguel Obando Bravo SDB (Nikaragua; 25 maja 1985) – kardynał prezbiter S. Giovanni Evangelista a Spinaceto; emerytowany arcybiskup Managui
- Ricardo Vidal (Filipiny; 25 maja 1985) – kardynał prezbiter Ss. Pietro e Paolo a Via Ostiense; emerytowany arcybiskup Cebu
- Henryk Roman Gulbinowicz (Polska; 25 maja 1985) – kardynał prezbiter Immacolata Concezione di Maria a Grottarossa; emerytowany arcybiskup Wrocławia
- Jozef Tomko (Słowacja; 25 maja 1985) – kardynał prezbiter S. Sabina; emerytowany przewodniczący Papieskiego Komitetu ds. Międzynarodowego Kongresu Eucharystycznego
- Paul Poupard (Francja; 25 maja 1985) – kardynał prezbiter S. Prassede; emerytowany przewodniczący Papieskiej Rady ds. Kultury; emerytowany przewodniczący Papieskiej Rady ds. Dialogu Międzyreligijnego; emerytowany prefekt Komisji ds. Stosunków Religijnych z Muzułmanami
- Friedrich Wetter (Niemcy; 25 maja 1985) – kardynał prezbiter S. Stefano al Monte Celio; emerytowany arcybiskup Monachium-Fryzyngi
- Silvano Piovanelli (Włochy; 25 maja 1985) – kardynał prezbiter S. Maria delle Grazie a Via Trionfale; emerytowany arcybiskup Florencji
- Adrianus Simonis (Holandia; 25 maja 1985) – kardynał prezbiter S. Clemente; emerytowany arcybiskup Utrechtu
- Bernard Law (Stany Zjednoczone; 25 maja 1985) – kardynał prezbiter S. Susanna; emerytowany archiprezbiter bazyliki liberianskiej
- Giacomo Biffi (Włochy; 25 maja 1985) – kardynał prezbiter Ss. Giovanni Evangelista e Petronio; emerytowany arcybiskup Bolonii
- Eduardo Martínez Somalo (Hiszpania; 28 czerwca 1988) – kardynał prezbiter SS. Nome di Gesù; emerytowany kamerling Świętego Kościoła Rzymskiego; emerytowany prefekt Kongregacji Instytutów Życia Konsekrowanego i Stowarzyszeń Życia Apostolskiego
- Achille Silvestrini (Włochy; 28 czerwca 1988) – kardynał prezbiter S. Benedetto fuori Porta S. Paolo; emerytowany prefekt Kongregacji Kościołów Wschodnich
- José Freire Falcão (Brazylia; 28 czerwca 1988) – kardynał prezbiter S. Luca a Via Prenestrina; emerytowany arcybiskup Brasílii
- Alexandre José Maria dos Santos OFM (Mozambik; 28 czerwca 1988) – kardynał prezbiter S. Fumenzio ai Prati Fiscali; emerytowany arcybiskup Maputo
- Giovanni Canestri (Włochy; 28 czerwca 1988) – kardynał prezbiter S. Andrea della Valle; emerytowany arcybiskup Genui
- Simon Pimenta (Indie; 28 czerwca 1988) – kardynał prezbiter S. Maria „Regina Mundi” a Torre Spaccata; emerytowany arcybiskup Bombaju
- Edward Bede Clancy (Australia; 28 czerwca 1988) – kardynał prezbiter S. Maria in Vallicella; emerytowany arcybiskup Sydney
- Edmund Szoka (Stany Zjednoczone; 28 czerwca 1988) – kardynał prezbiter Ss. Andrea e Gregorio al Monte Celio; emerytowany Gubernator Miasta-Państwa Watykan; emerytowany przewodniczący Papieskiej Komisji dla Miasta-Państwa Watykan
- László Paskai OFM (Węgry; 28 czerwca 1988) – kardynał prezbiter S. Teresa al Corso d’Italia; emerytowany arcybiskup Esztergom-Budapesztu
- Christian Wiyghan Tumi (Kamerun; 28 czerwca 1988) – kardynał prezbiter Ss. Martiri dell’Uganda a Poggio Armeno; emerytowany arcybiskup Douala
- Edward Cassidy (Australia; 28 czerwca 1991) – kardynał prezbiter S. Maria in Via Lata; emerytowany przewodniczący Papieskiej Rady Promowania Jedności Chrześcijan; emerytowany przewodniczący Komisji ds. Religijnych Stosunków z Żydami
- Fiorenzo Angelini (Włochy; 28 czerwca 1991) – kardynał prezbiter S. Spirito in Sassia; emerytowany przewodniczący Papieskiej Rady ds. Duszpasterstwa Służby Zdrowia
- Camillo Ruini (Włochy; 28 czerwca 1991) – kardynał prezbiter S. Agnese fuori le Mura; emerytowany wikariusz generalny diecezji rzymskiej; emerytowany archiprezbiter bazyliki laterańskiej; emerytowany wielki kanclerz Papieskiego Uniwersytetu Laterańskiego
- Ján Chryzostom Korec SJ (Słowacja; 28 czerwca 1991) – kardynał prezbiter Ss. Fabiano e Venanzio a Villa Fiorelli; emerytowany biskup Nitry
- Henri Schwery (Szwajcaria; 28 czerwca 1991) – kardynał prezbiter Ss. Protomartiri a Via Aurelia Antica; emerytowany biskup Sionu
- Miloslav Vlk (Czechy; 26 listopada 1994) – kardynał prezbiter S. Corce in Gerusalemme; emerytowany arcybiskup Pragi
- Carlo Furno (Włochy; 26 listopada 1994) – kardynał prezbiter S. Onofrio; emerytowany wielki mistrz zakonu bożogrobców
- Gilberto Agustoni (Włochy; 26 listopada 1994) – kardynał prezbiter Ss. Urbano e Lorenzo a Prima Porta; emerytowany prefekt Najwyższego Trybunału Sygnatury Apostolskiej; emerytowany przewodniczący Sądu Najwyższego Miasta-Państwa Watykan
- Emmanuel Wamala (Uganda; 26 listopada 1994) – kardynał prezbiter S. Ugo; emerytowany arcybiskup Kampali
- William Keeler (Stany Zjednoczone; 26 listopada 1994) – kardynał prezbiter S. Maria degli Angeli; emerytowany arcybiskup Baltimore
- Ricardo María Carles Gordó (Hiszpania; 26 listopada 1994) – kardynał prezbiter S. Maria Consolatrice al Tiburtino; emerytowany arcybiskup Barcelony
- Adam Maida (Stany Zjednoczone; 26 listopada 1994) – kardynał prezbiter Ss. Vitale, Valeria, Gervasio e Protasio; emerytowany arcybiskup Detroit; emerytowany zwierzchnik samodzielnej misji na Kajmanach
- Ersilio Tonini (Włochy; 26 listopada 1994) – kardynał prezbiter SS. Redentore a Val Melaina; emerytowany arcybiskup Rawenny-Cervii
- Jorge Medina Estévez (Chile; 21 lutego 1998) – kardynał prezbiter S. Saba; emerytowany prefekt Kongregacji Kultu Bożego i Dyscypliny Sakramentów
- Darío Castrillón Hoyos (Kolumbia; 21 lutego 1998) – kardynał prezbiter SS. Nome di Maria al Foro Traiano; emerytowany przewodniczący Papieskiej Komisji Ecclesia Dei
- Lorenzo Antonetti (Włochy; 21 lutego 1998) – kardynał prezbiter S. Agnese in Agone; emerytowany papieski delegat ds. bazyliki św. Franciszka w Asyżu
- James Stafford (Stany Zjednoczone; 21 lutego 1998) – kardynał prezbiter S. Pietro in Montorio; emerytowany wielki peitencjariusz
- Salvatore De Giorgi (Włochy; 21 lutego 1998) – kardynał prezbiter S. Maria in Ara Coeli; emerytowany arcybiskup Palermo
- Serafim Fernandes de Araújo (Brazylia; 21 lutego 1998) – kardynał prezbiter S. Luigi Maria Grignion di Montfort; emerytowany arcybiskup Belo Horizonte
- Marian Jaworski (Ukraina; 21 lutego 1998) – kardynał prezbiter S. Sisto; emerytowany arcybiskup Lwowa
- Jānis Pujats (Łotwa; 21 lutego 1998) – kardynał prezbiter S. Silvia; emerytowany arcybiskup Rygi
- Agostino Cacciavillan (Włochy; 21 lutego 2001) – kardynał prezbiter Ss. Angeli Custodi a Città Girardino; emerytowany przewodniczący Administracji Patrymonium Stolicy Apostolskiej
- Sergio Sebastiani (Włochy; 21 lutego 2001) – kardynał prezbiter S. Eustachio; emerytowany przewodniczący Prefektury Spraw Ekonomicznych Stolicy Apostolskiej
- Jorge María Mejía (Argentyna; 21 lutego 2001) – kardynał prezbiter S. Giorlamo della Carità; emerytowany bibliotekarz i archiwista Świętego Kościoła Rzymskiego
- Pedro Rubiano Sáenz (Kolumbia; 21 lutego 2001) – kardynał prezbiter Transfigurazione de N.S.G.C.; emerytowany arcybiskup Bogoty
- Theodore McCarrick (Stany Zjednoczone; 21 lutego 2001) – kardynał prezbiter Ss. Nereo ed Achilleo; emerytowany arcybiskup Waszyngtonu
- Desmond Connell (Irlandia; 21 lutego 2001) – kardynał prezbiter S. Silvestro in Capite; emerytowany arcybiskup Dublinu
- Bernard Agré (Wybrzeże Kości Słoniowej; 21 lutego 2001) – kardynał prezbiter S. Giovanni Crisostomo a Monte Sacro Alto; emerytowany arcybiskup Abidżanu
- Francisco Álvarez Martínez (Hiszpania; 21 lutego 2001) – kardynał prezbiter S. Maria „Regina Pacis” a Monte Verde; emerytowany arcybiskup Toledo i prymas Hiszpanii
- Cormac Murphy-O’Connor (Wielka Brytania; 21 lutego 2001) – kardynał prezbiter S. Maria sopra Minerva; emerytowany arcybiskup Westminster
- Lubomyr Huzar MSU (Ukraina; 21 lutego 2001) – kardynał prezbiter S. Sofia a Via Boccea; emerytowany greckokatolicki arcybiskup Kijowa
- Edward Egan (Stany Zjednoczone; 21 lutego 2001) – kardynał prezbiter Ss. Giovanni e Paolo; emerytowany arcybiskup Nowego Jorku
- Roberto Tucci SJ (Włochy; 21 lutego 2001) – kardynał prezbiter S. Ignazio di Loyola a Campo Marzio
- Bernard Panafieu (Francja; 21 października 2003) – kardynał prezbiter S. Gregorio Barbarigo alle Tre Fontane; emerytowany arcybiskup Marsylii
- Eusébio Scheid SCI (Brazylia; 21 października 2003) – kardynał prezbiter Ss. Bonifacio ed Alessio; emerytowany arcybiskup Rio de Janeiro; emerytowany ordynariusz katolików obrządków wschodnich w Brazylii
- Gaudencio Rosales (Filipiny; 24 marca 2006) – kardynał prezbiter SS. Nome di Maria a Via Latina; emerytowany arcybiskup Manili
- Nicholas Cheong Jin-suk (Korea Południowa; 24 marca 2006) – kardynał prezbiter S. Maria Immacolata di Lourdes a Boccea; emerytowany arcybiskup Seulu; emerytowany administrator apostolski Pjongjangu
- Joseph Zen Ze-kiun SDB (Chiny; 24 marca 2006) – kardynał prezbiter S. Maria Madre del Redentore a Tor Bella Monaca; emerytowany biskup Hongkongu
- Estanislao Esteban Karlic (Argentyna; 24 listopada 2007) – kardynał prezbiter Beata Maria Vergine Addolorata a piazza Buenos Aires; emerytowany arcybiskup Parany
- Medardo Joseph Mazombwe (Zambia; 20 listopada 2010) – kardynał prezbiter S. Emerenziana a Tor Fiorenza; emerytowany arcybiskup Lusaki
- José Manuel Estepa Llaurens (Hiszpania; 20 listopada 2010) – kardynał prezbiter S. Gabriele Arcangelo all’Acqua Traversa; emerytowany arcybiskup polowy Hiszpańskich Sił Zbrojnych
- Lucian Mureșan (Rumunia; 18 lutego 2012) – kardynał prezbiter S. Atanasio; arcybiskup większy Fogaraszu i Alba Iulia; przewodniczący Synodu Kościoła Rumuńskiego

#### Kardynałowie diakoni (14)
- Renato Raffaele Martino (Włochy; 21 października 2003) – kardynał diakon S. Francesco di Paola ai Monti; emerytowany przewodniczący Papieskiej Rady ds. Sprawiedliwości i Pokoju
- Francesco Marchisano (Włochy; 21 października 2003) – kardynał diakon S. Lucia del Gonfalone; emerytowany przewodniczący Stałej Komisji ds. Ochrony Historycznych i Artystycznych Pomników Stolicy Apostolskiej; emerytowany przewodniczący Urzędu Pracy Stolicy Apostolskiej
- Julián Herranz Casado (Hiszpania; 21 października 2003) – kardynał diakon S. Eugenio; emerytowany przewodniczący Komisji Dyscyplinarnej Kurii Rzymskiej
- Javier Lozano Barragán (Meksyk; 21 października 2003) – kardynał diakon S. Michele Arcanglo;; emerytowany przewodniczący Papieskiej Rady ds. Duszpasterstwa Służby Zdrowia
- George Marie Martin Cottier, O.P. (Szwajcaria; 21 października 2003) – kardynał diakon Ss. Domenico e Sisto; emerytowany pro-Teolog Domu Papieskiego
- Stanisław Nagy SCI (Polska; 21 października 2003) – kardynał diakon S. Maria della Scala
- Andrea Cordero Lanza di Montezemolo (Włochy; 24 marca 2006) – kardynał diakon S. Maria in Portico; emerytowany archiprezbiter bazyliki św. Pawła Za Murami
- Albert Vanhoye SJ (Francja; 24 marca 2006) – kardynał diakon S. Maria della Mercede e Sant’Adriano a Villa Albani
- Giovanni Coppa (Włochy; 24 listopada 2007) – kardynał diakon S. Lino
- Elio Sgreccia (Włochy; 20 listopada 2010) – kardynał diakon S. Angelo in Pescheria
- Walter Brandmüller (Niemcy; 20 listopada 2010) – kardynał diakon S. Giuliano dei Fiaminghi
- Domenico Bartolucci (Włochy; 20 listopada 2010) – kardynał diakon SS. Nomi de Gesù e Maria in via Lata
- Prosper Grech OSA (Malta; 18 lutego 2012) – kardynał diakon S. Maria Goretti
- Karl Josef Becker (Niemcy; 18 lutego 2012) – kardynał diakon S. Giuliano Martire

Kardynał Prosper Grech z Malty, choć z racji wieku nie miał czynnego prawa wyborczego, został wyznaczony do prowadzenia medytacji w trakcie konklawe dla kardynałów elektorów.

## Uczestnicy konklawe według wieku i pochodzenia
| kardynał                                              | Rok urodzenia | kraj                          |
| ----------------------------------------------------- | ------------- | ----------------------------- |
| Santos Abril y Castelló                               | 1935          | Hiszpania                     |
| Geraldo Majella Agnelo                                | 1933          | Brazylia                      |
| George Alencherry                                     | 1945          | Indie                         |
| Angelo Amato                                          | 1938          | Włochy                        |
| Carlos Amigo Vallejo                                  | 1934          | Hiszpania                     |
| Ennio Antonelli                                       | 1936          | Włochy                        |
| Audrys Bačkis                                         | 1937          | Litwa                         |
| Angelo Bagnasco                                       | 1943          | Włochy                        |
| Philippe Barbarin                                     | 1950          | Francja                       |
| Jorge Mario Bergoglio (wybrany papieżem Franciszkiem) | 1936          | Argentyna                     |
| Giuseppe Bertello                                     | 1942          | Włochy                        |
| Tarcisio Bertone                                      | 1934          | Włochy                        |
| Giuseppe Betori                                       | 1947          | Włochy                        |
| Josip Bozanić                                         | 1949          | Chorwacja                     |
| Seán Brady                                            | 1939          | Irlandia                      |
| João Braz de Aviz                                     | 1947          | Brazylia                      |
| Raymond Leo Burke                                     | 1948          | Stany Zjednoczone             |
| Carlo Caffarra                                        | 1938          | Włochy                        |
| Domenico Calcagno                                     | 1943          | Włochy                        |
| Antonio Cañizares Llovera                             | 1945          | Hiszpania                     |
| Juan Luis Cipriani Thorne                             | 1943          | Peru                          |
| Francesco Coccopalmerio                               | 1938          | Włochy                        |
| Thomas Collins                                        | 1947          | Kanada                        |
| Angelo Comastri                                       | 1943          | Włochy                        |
| Paul Josef Cordes                                     | 1934          | Niemcy                        |
| José da Cruz Policarpo                                | 1936          | Portugalia                    |
| Raymundo Damasceno Assis                              | 1937          | Brazylia                      |
| Godfried Danneels                                     | 1933          | Belgia                        |
| Velasio De Paolis                                     | 1935          | Włochy                        |
| Daniel DiNardo                                        | 1949          | Stany Zjednoczone             |
| Ivan Dias                                             | 1936          | Indie                         |
| Timothy Dolan                                         | 1950          | Stany Zjednoczone             |
| Dominik Duka                                          | 1943          | Czechy                        |
| Stanisław Dziwisz                                     | 1939          | Polska                        |
| Willem Jacobus Eijk                                   | 1953          | Holandia                      |
| Francisco Javier Errázuriz Ossa                       | 1933          | Chile                         |
| Péter Erdő                                            | 1952          | Węgry                         |
| Raffaele Farina                                       | 1933          | Włochy                        |
| Fernando Filoni                                       | 1946          | Włochy                        |
| Francis George                                        | 1937          | Stany Zjednoczone             |
| Rubén Salazar Gómez                                   | 1942          | Kolumbia                      |
| Oswald Gracias                                        | 1944          | Indie                         |
| Zenon Grocholewski                                    | 1939          | Polska                        |
| James Michael Harvey                                  | 1949          | Stany Zjednoczone             |
| John Tong Hon                                         | 1939          | Chiny                         |
| Cláudio Hummes                                        | 1934          | Brazylia                      |
| Walter Kasper                                         | 1933          | Niemcy                        |
| Kurt Koch                                             | 1950          | Szwajcaria                    |
| Giovanni Lajolo                                       | 1935          | Włochy                        |
| Karl Lehmann                                          | 1936          | Niemcy                        |
| William Joseph Levada                                 | 1936          | Stany Zjednoczone             |
| Nicolás de Jesús López Rodriguez                      | 1936          | Dominikana                    |
| Roger Mahony                                          | 1936          | Stany Zjednoczone             |
| Lluís Martínez Sistach                                | 1937          | Hiszpania                     |
| Reinhard Marx                                         | 1953          | Niemcy                        |
| Joachim Meisner                                       | 1933          | Niemcy                        |
| Laurent Monsengwo Pasinya                             | 1939          | Demokratyczna Republika Konga |
| Francesco Monterisi                                   | 1934          | Włochy                        |
| Manuel Monteiro de Castro                             | 1938          | Portugalia                    |
| Antonios Naguib                                       | 1935          | Egipt                         |
| Wilfrid Fox Napier                                    | 1941          | Republika Południowej Afryki  |
| Attilio Nicora                                        | 1937          | Włochy                        |
| John Njue                                             | 1944          | Kenia                         |
| Kazimierz Nycz                                        | 1950          | Polska                        |
| Edwin O’Brien                                         | 1938          | Stany Zjednoczone             |
| Seán O’Malley                                         | 1944          | Stany Zjednoczone             |
| Anthony Olubunmi Okogie                               | 1936          | Nigeria                       |
| John Onaiyekan                                        | 1944          | Nigeria                       |
| Jaime Ortega                                          | 1936          | Kuba                          |
| Marc Ouellet                                          | 1944          | Kanada                        |
| George Pell                                           | 1941          | Australia                     |
| Polycarp Pengo                                        | 1944          | Tanzania                      |
| Jean-Baptiste Phạm Minh Mẫn                           | 1934          | Wietnam                       |
| Mauro Piacenza                                        | 1944          | Włochy                        |
| Severino Poletto                                      | 1933          | Włochy                        |
| Vinko Puljić                                          | 1945          | Bośnia i Hercegowina          |
| Béchara Boutros Raï                                   | 1940          | Liban                         |
| Albert Malcolm Ranjith                                | 1947          | Sri Lanka                     |
| Gianfranco Ravasi                                     | 1942          | Włochy                        |
| Giovanni Battista Re                                  | 1934          | Włochy                        |
| Jean-Pierre Ricard                                    | 1944          | Francja                       |
| Justin Francis Rigali                                 | 1935          | Stany Zjednoczone             |
| Norberto Rivera Carrera                               | 1942          | Meksyk                        |
| Francisco Robles Ortega                               | 1949          | Meksyk                        |
| Franc Rodé                                            | 1934          | Słowenia                      |
| Óscar Andrés Rodríguez Maradiaga                      | 1942          | Honduras                      |
| Paolo Romeo                                           | 1938          | Włochy                        |
| Antonio María Rouco Varela                            | 1936          | Hiszpania                     |
| Stanisław Ryłko                                       | 1945          | Polska                        |
| Juan Sandoval Íñiguez                                 | 1933          | Meksyk                        |
| Leonardo Sandri                                       | 1943          | Argentyna                     |
| Robert Sarah                                          | 1945          | Gwinea                        |
| Paolo Sardi                                           | 1934          | Włochy                        |
| Théodore-Adrien Sarr                                  | 1936          | Senegal                       |
| Odilo Scherer                                         | 1949          | Brazylia                      |
| Christoph Schönborn                                   | 1945          | Austria                       |
| Angelo Scola                                          | 1941          | Włochy                        |
| Crescenzio Sepe                                       | 1943          | Włochy                        |
| Luis Antonio Tagle                                    | 1957          | Filipiny                      |
| Jean-Louis Tauran                                     | 1943          | Francja                       |
| Julio Terrazas Sandoval                               | 1936          | Boliwia                       |
| Dionigi Tettamanzi                                    | 1934          | Włochy                        |
| Baselios Cleemis Thottunkal                           | 1959          | Indie                         |
| Telesphore Toppo                                      | 1939          | Indie                         |
| Jean-Claude Turcotte                                  | 1936          | Kanada                        |
| Peter Turkson                                         | 1948          | Ghana                         |
| Jorge Liberato Urosa Savino                           | 1942          | Wenezuela                     |
| Agostino Vallini                                      | 1940          | Włochy                        |
| Antonio Maria Vegliò                                  | 1938          | Włochy                        |
| Giuseppe Versaldi                                     | 1943          | Włochy                        |
| André Vingt-Trois                                     | 1942          | Francja                       |
| Raúl Eduardo Vela Chiriboga                           | 1934          | Ekwador                       |
| Rainer Maria Woelki                                   | 1956          | Niemcy                        |
| Donald Wuerl                                          | 1940          | Stany Zjednoczone             |
| Gabriel Zubeir Wako                                   | 1941          | Sudan                         |

Kardynałowie według krajów
| Kraj | Liczba kardynałów |
| --- | ----------------- |
| Włochy | 28                |
| Stany Zjednoczone | 11                |
| Niemcy | 6                 |
| Hiszpania, Brazylia, Indie | 5                 |
| Polska, Francja | 4                 |
| Kanada, Meksyk | 3                 |
| Portugalia, Argentyna, Nigeria | 2                 |
| Austria, Belgia, Szwajcaria, Holandia, Irlandia, Czechy, Bośnia i Hercegowina, Węgry, Litwa, Chorwacja, Słowenia, Kolumbia, Chile, Wenezuela, Dominikana, Kuba, Honduras, Peru, Boliwia, Ekwador, Tanzania, Republika Południowej Afryki, Ghana, Sudan, Kenia, Senegal, Egipt, Gwinea, Demokratyczna Republika Konga, Filipiny, Wietnam, Liban, Chiny, Sri Lanka, Australia | 1                 |